# Malabathrum
Malabathrum, és el nom que es fa servir en els texts clàssics i medievals per les fulles de la planta Cinnamomum tamala (de vegades dit Cinnamomum tejpata). A les antigues Grècia i Roma, amb les fulles es preparava un oli essencial fragant anomenat Oleum Malabathri, que era de molt preu. Aquestes fulles es mencionen en el text grec del segle I Periplus Maris Erytraei com una de les principals exportacions de la costa Malabar (actualment Kerala). El nom de Malabathrum també es fa servir en texts medievals per descriure les fulles seques de molts arbres del gènere Cinnamomum, les quals es creia que tenien propietats medicinals

## Característiques

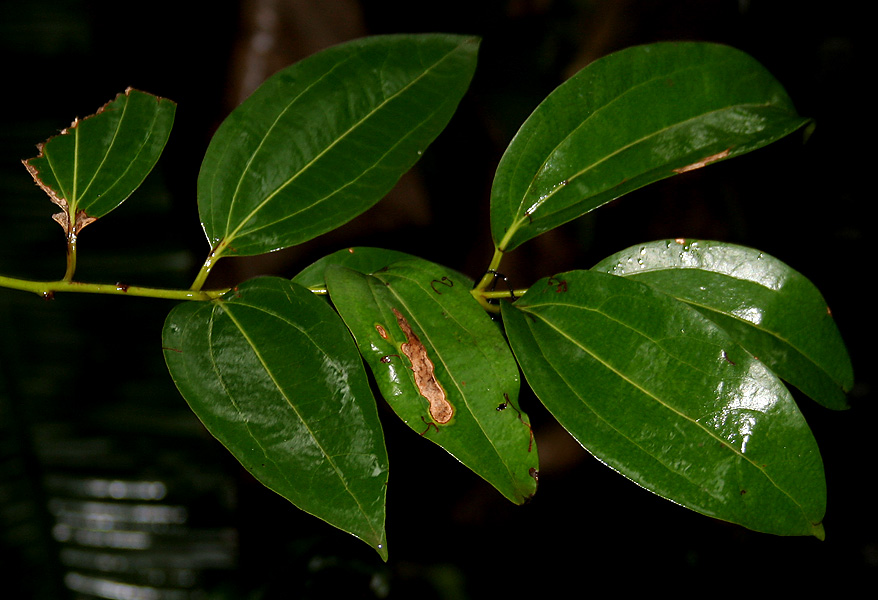
Fulles a Goa, Índia.

Les fulles es fan servir molt en la gastronomia de l'Índia, el Nepal, i Bhutan. Les seves fulles de vegades es confonen amb les del llorer però les del Malabathrums són dues vegades més llargues i més amples, de color verd oliva i tenen tres nervis al llarg de la fulla.photo Arxivat 2012-02-26 a Wayback Machine.

## Composició
- Eugenol[1][2]
- Beta-Cariofil·lè[3]
- Linalool[3]
- òxid de cariofil·lè

## Etimologia
Malabathrum és el genitiu de Malabar i al seu torn deriva del sànscrit tamālapattram (तमालपत्त्रम्), que literalment significa "fulles de l'arbre fosc".